# Koobface
koobface一個源自facebook的倒裝詞，是以社交網站facebook用戶為目標的病毒，感染目的為收集有用的個人資料，如信用卡號碼，受感染者會透過facebook好友資訊發送偽裝訊息，誘使收件者下載病毒檔案，以達到迅速感染擴散的目的。直至2009年，Myspace及Twitter兩個社交網站亦受到影響。